# Ключики (Красноуфімський міський округ)
Клю́чики (рос. Ключики) — село у складі Красноуфімського міського округу (Натальїнськ) Свердловської області.
Населення — 652 особи (2010, 670 у 2002).
Національний склад станом на 2002 рік: росіяни — 85 %.